# Істахр
Істахр (перс. استخر), також Стахре — давнє місто на півдні Ірану, п'ять кілометрів на північ від стародавньої столиці Персеполя по дорозі в Пасаргади. Адміністративно входить до шахрестану Мервдешт, остан Фарс, недалеко від міста Мервдешт. Місто розвивалося за часів династії Ахеменідів.

## Історія
Істахр був центром зороастризму, в ньому зберігалася оригінальна Авеста.
Під час походу на Персію Олександр Македонський спалив місто.
Значно пізніше Істахр став столицею держави Сасанідів, тут влаштувався цар Ардашир I, але потім столиця перемістилася в Бішапур, а потім — у Ктесифон.
Під час ісламського завоювання Істахр спалений. Підкорився арабам тільки після запеклого бою, застосування облогових машин і вбивства внаслідок цього 40 000 персів. Місто втратило своє значення, а центр торгівлі та культури перемістився в Шираз.
В даний час місто — центр археологічних розкопок. На поверхні землі збереглося небагато. Неподалік розташовані скелі Накш-і-Раджаб і Накш-і-Рустам зі знаменитими рельєфами та царськими гробницями.

## Галерея

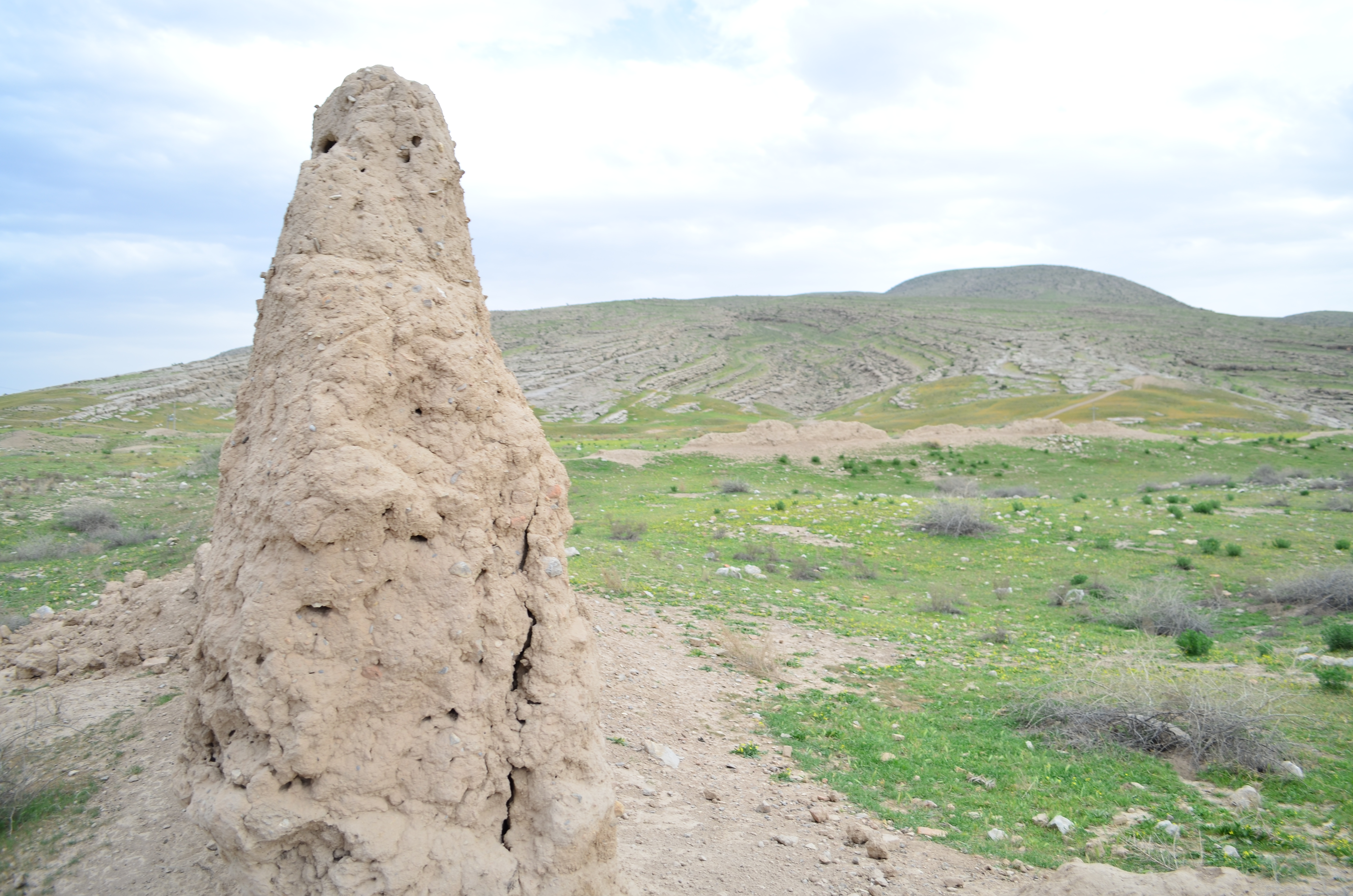
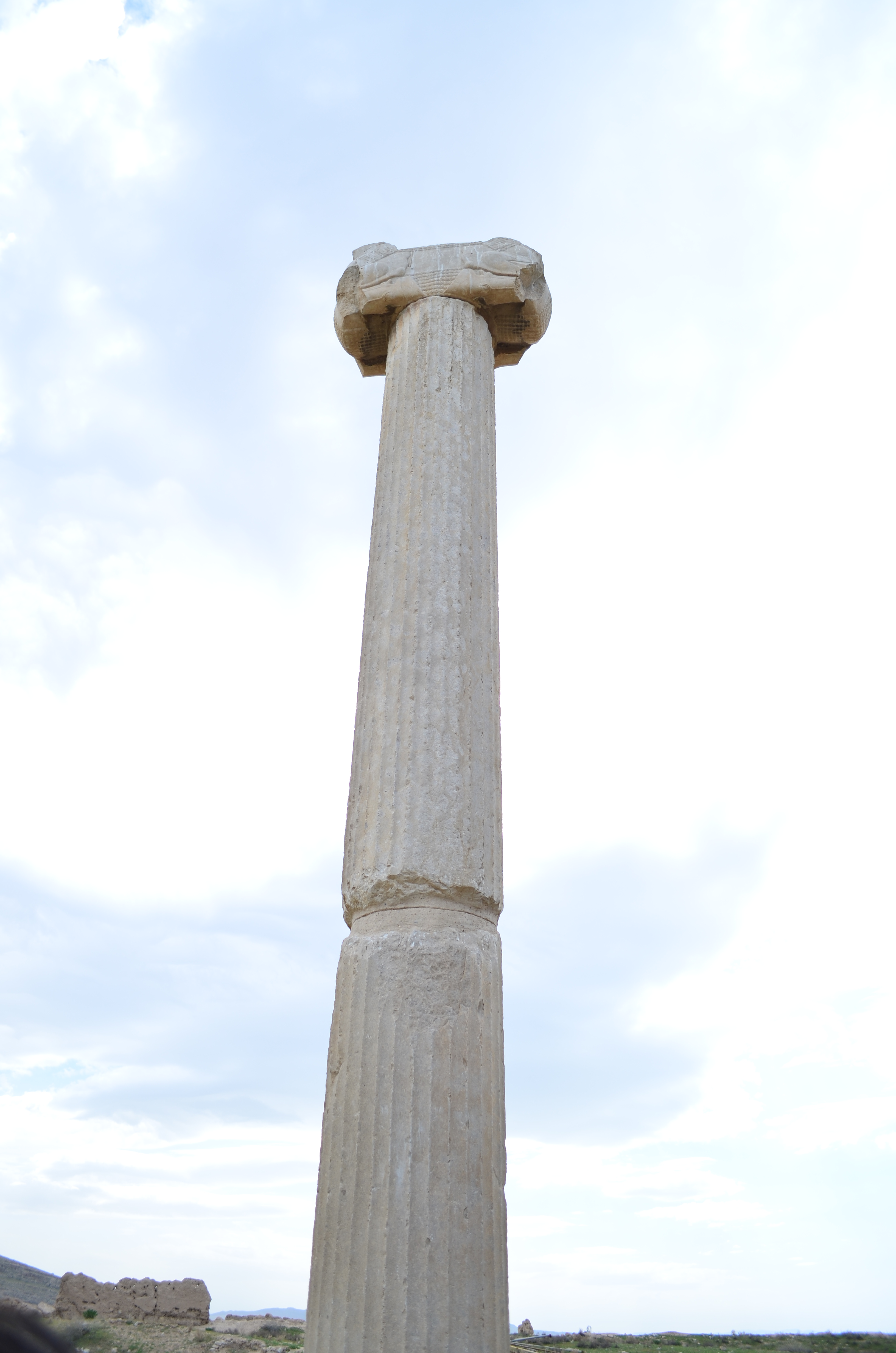
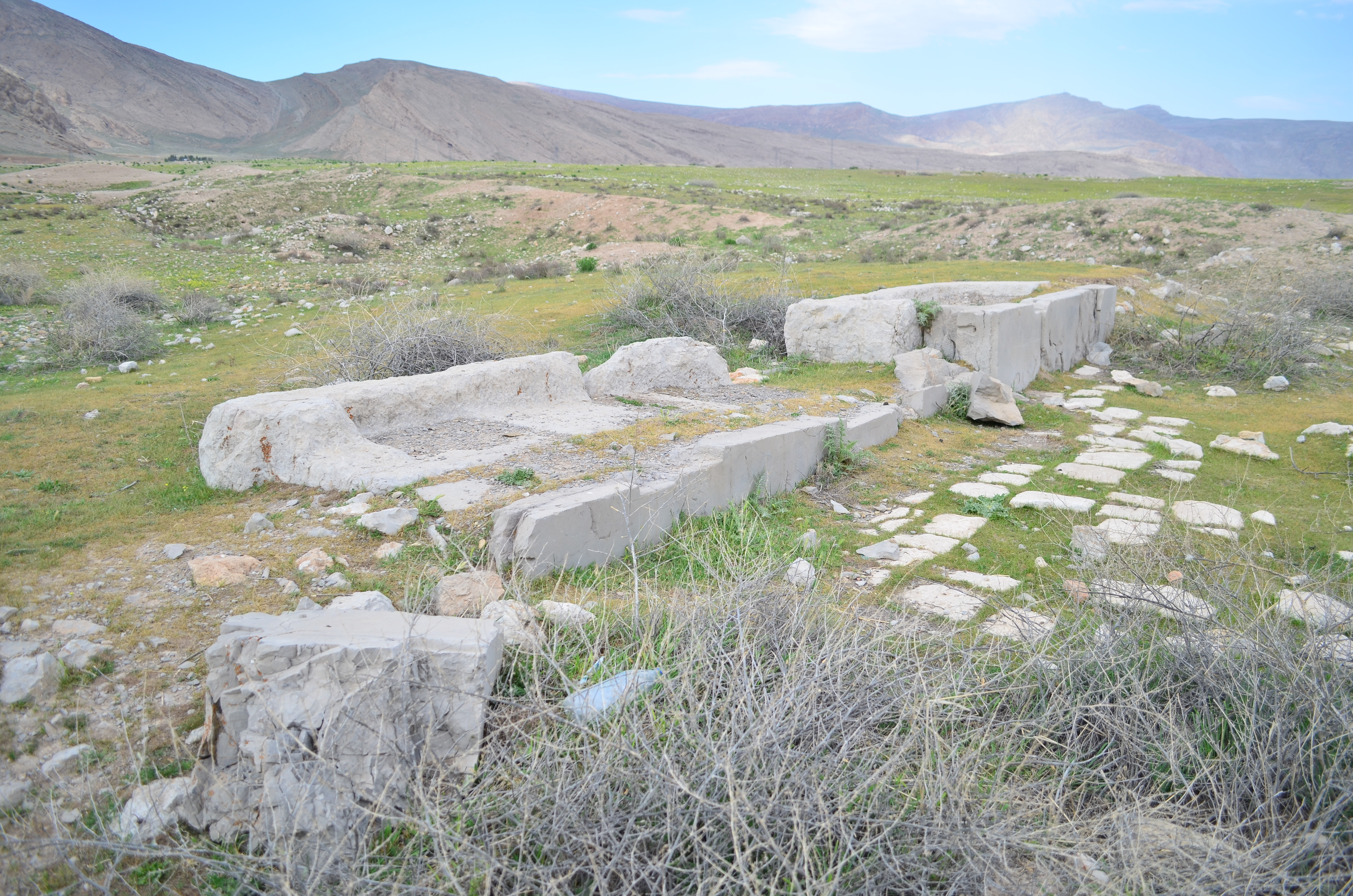
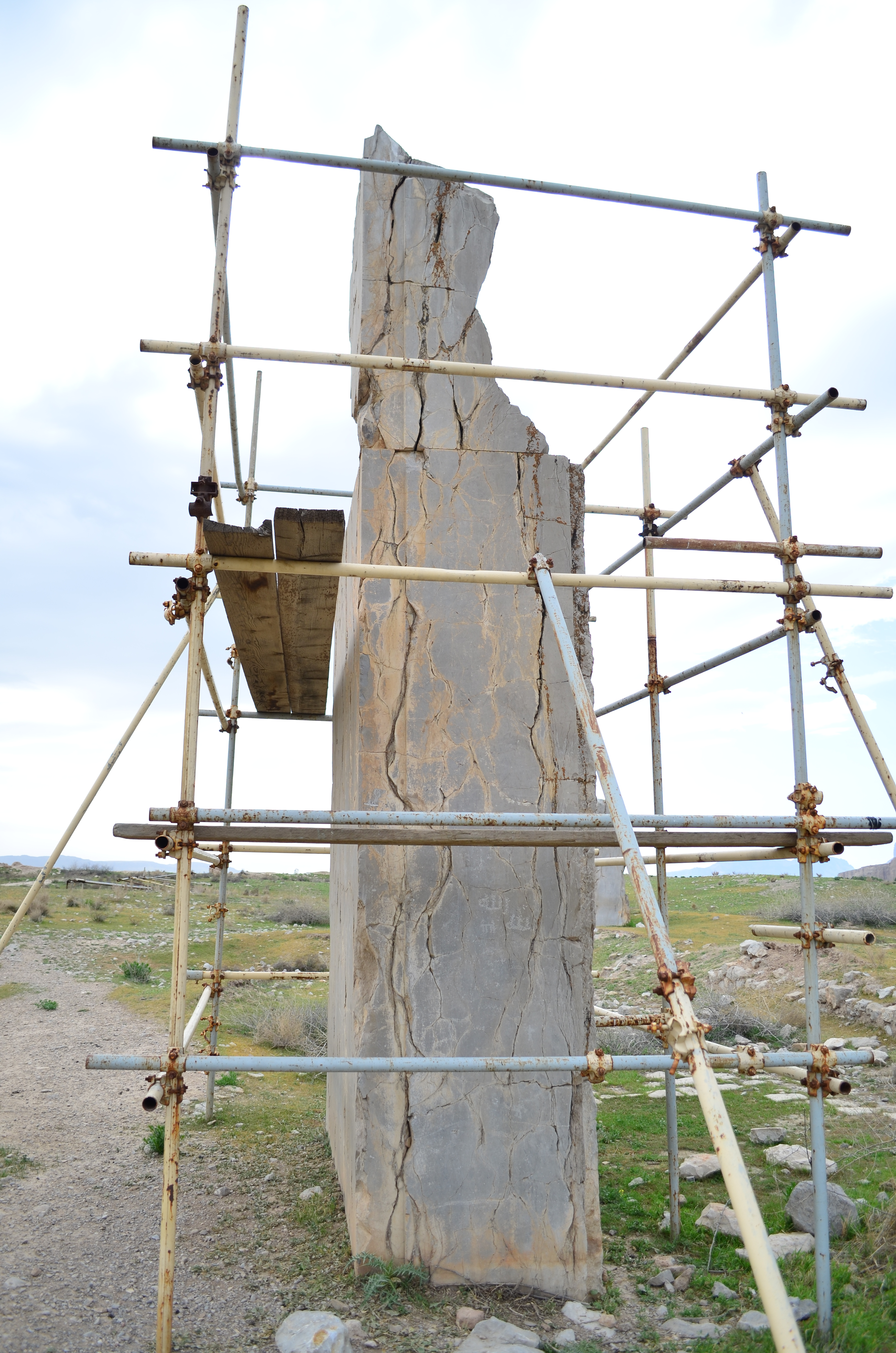
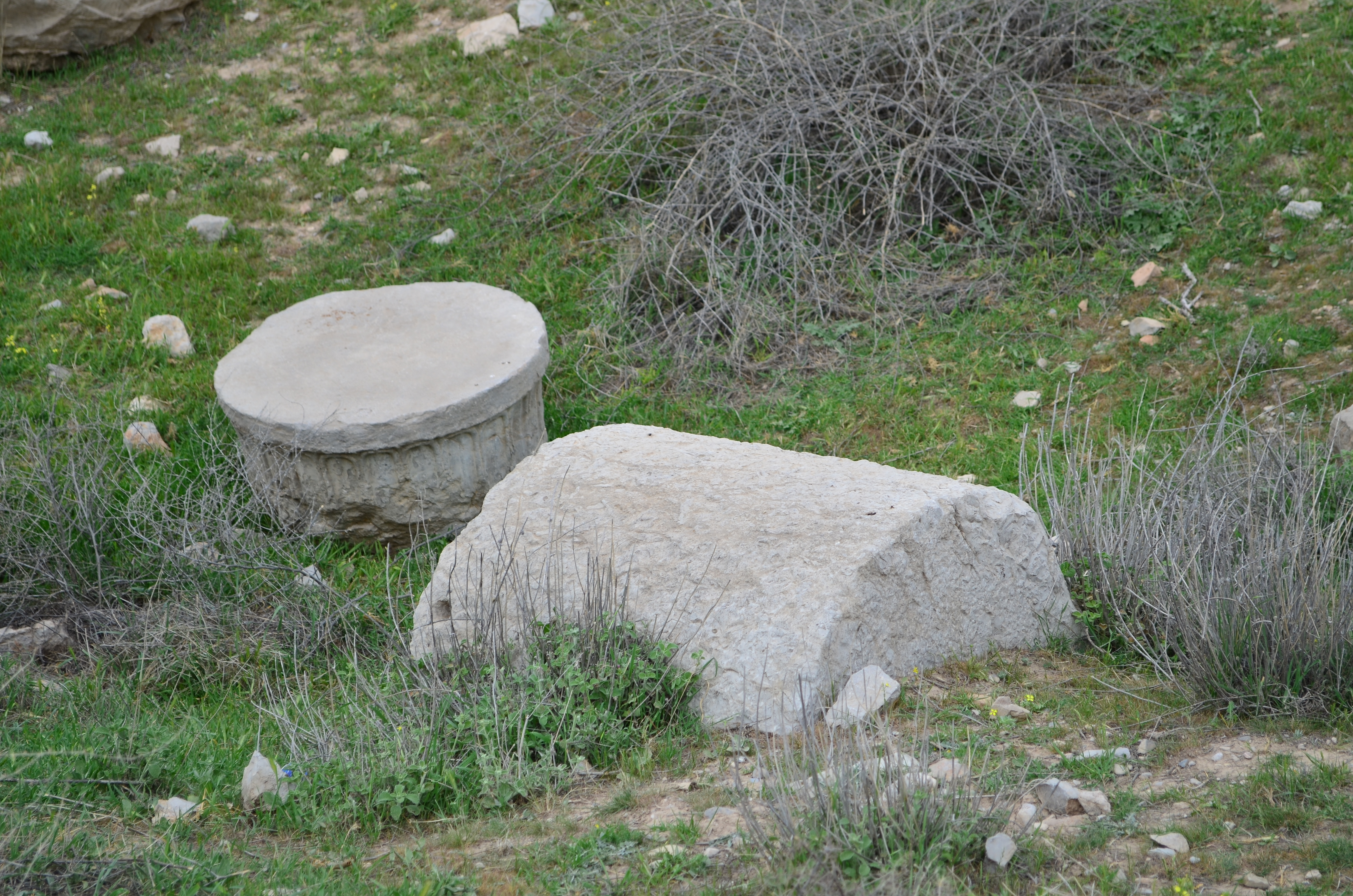
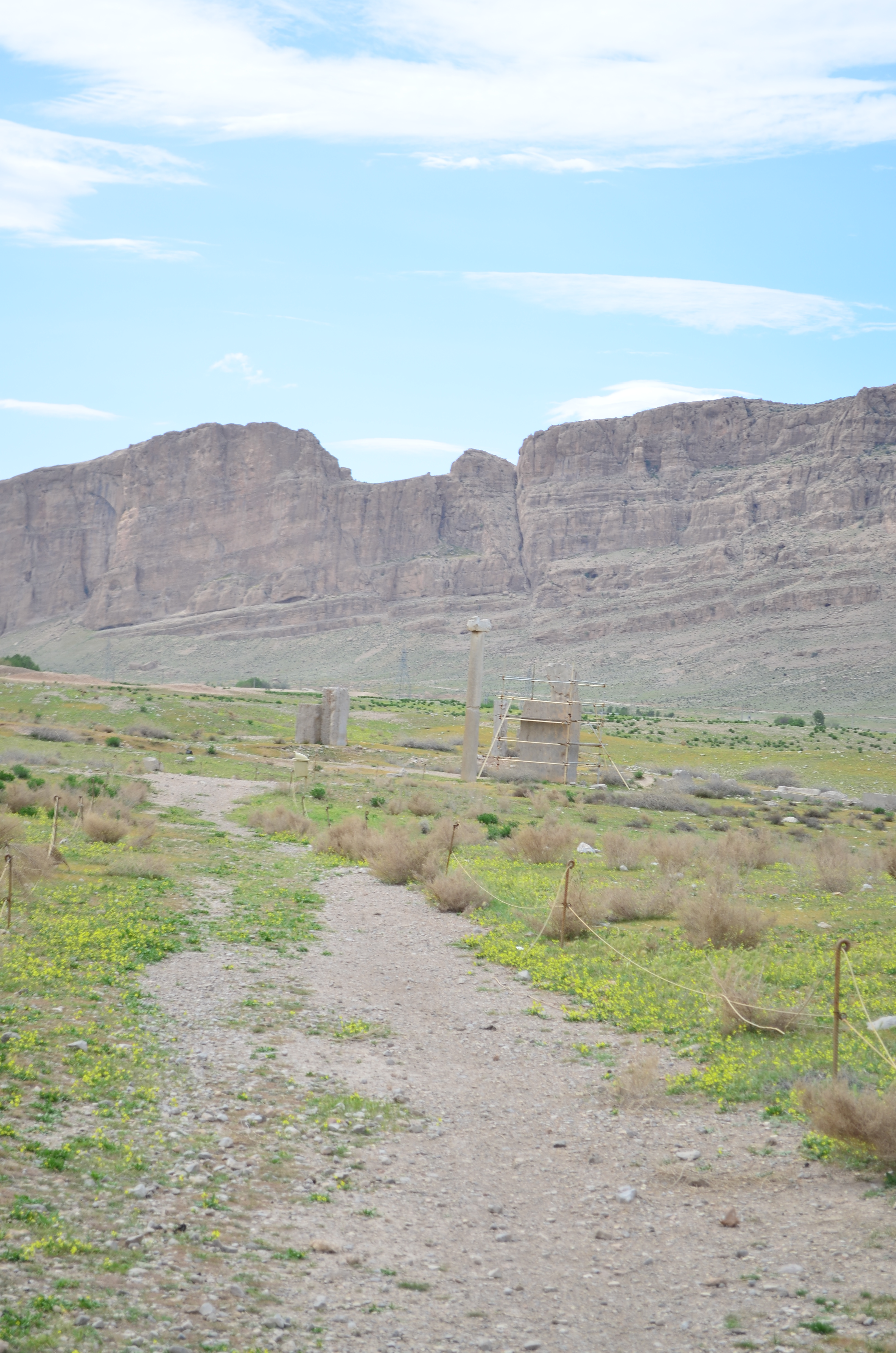
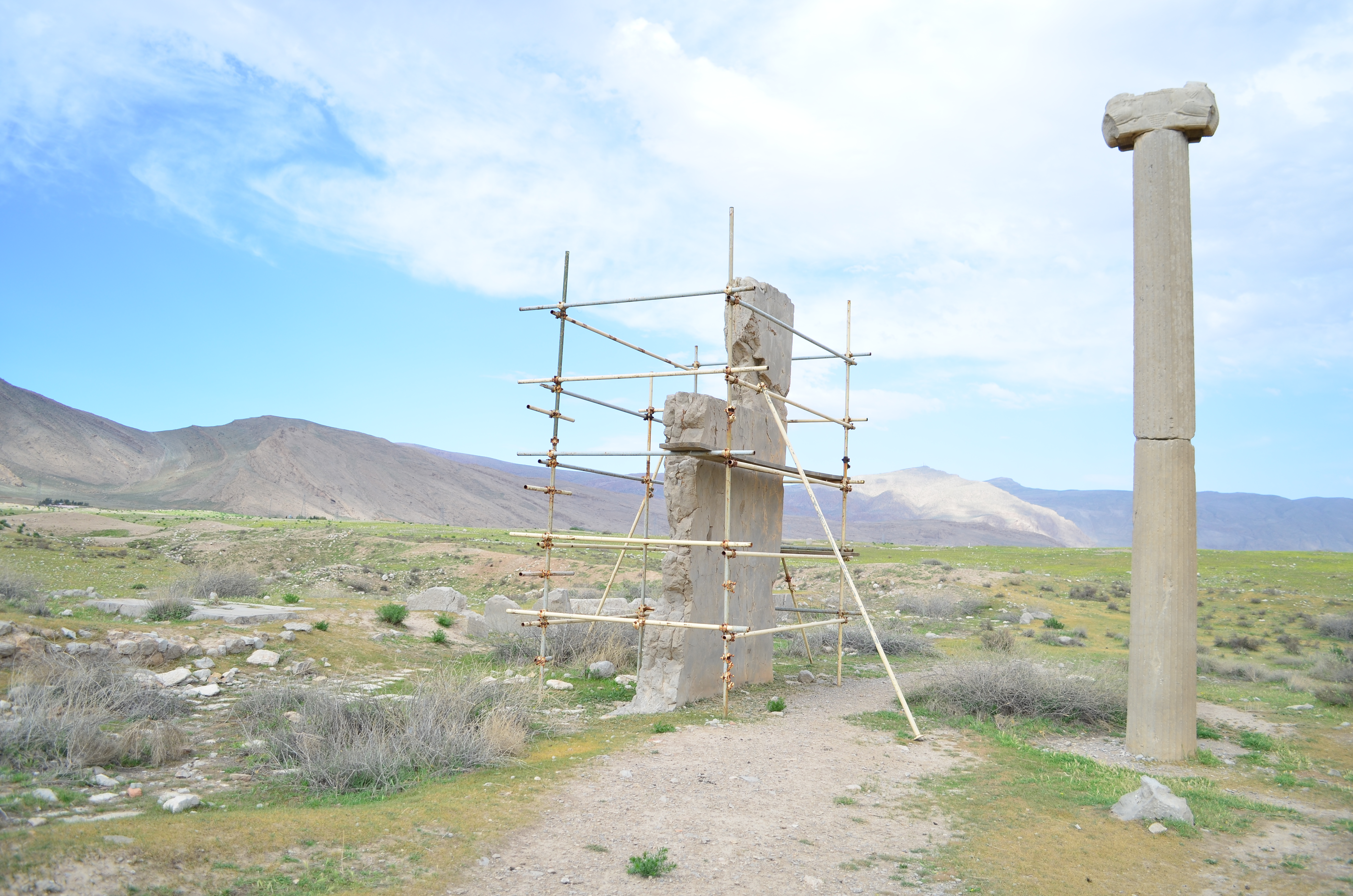
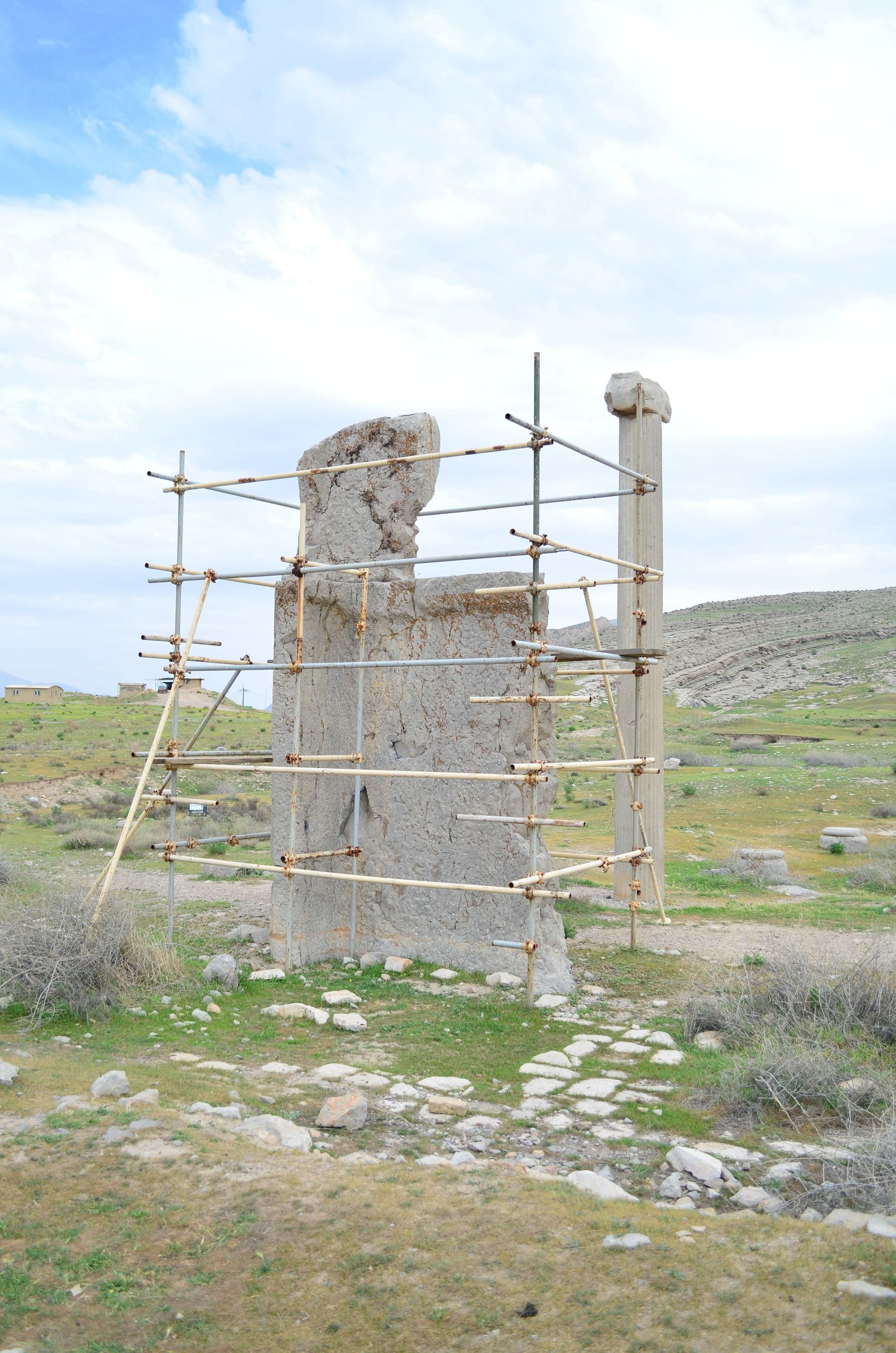
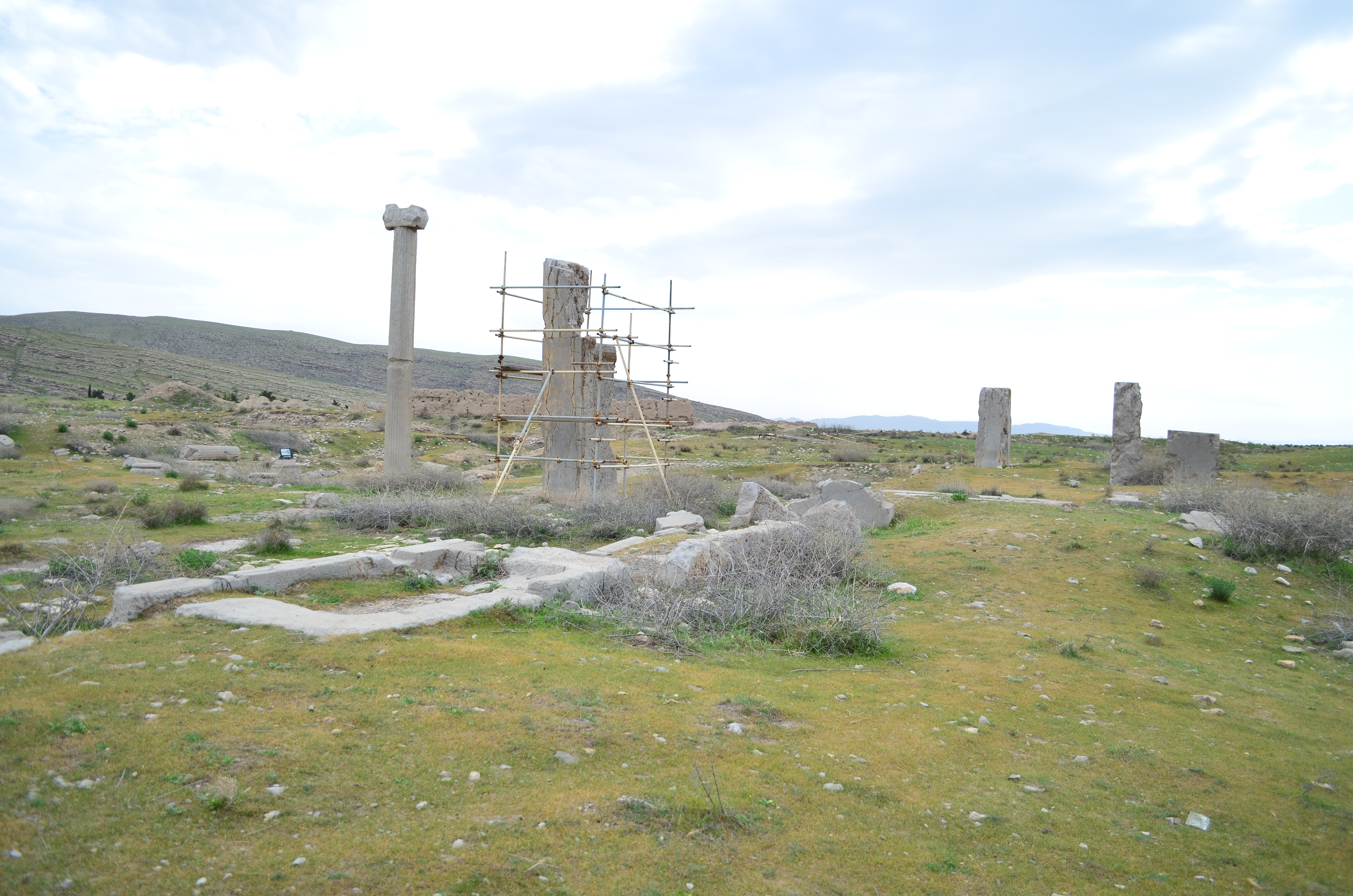
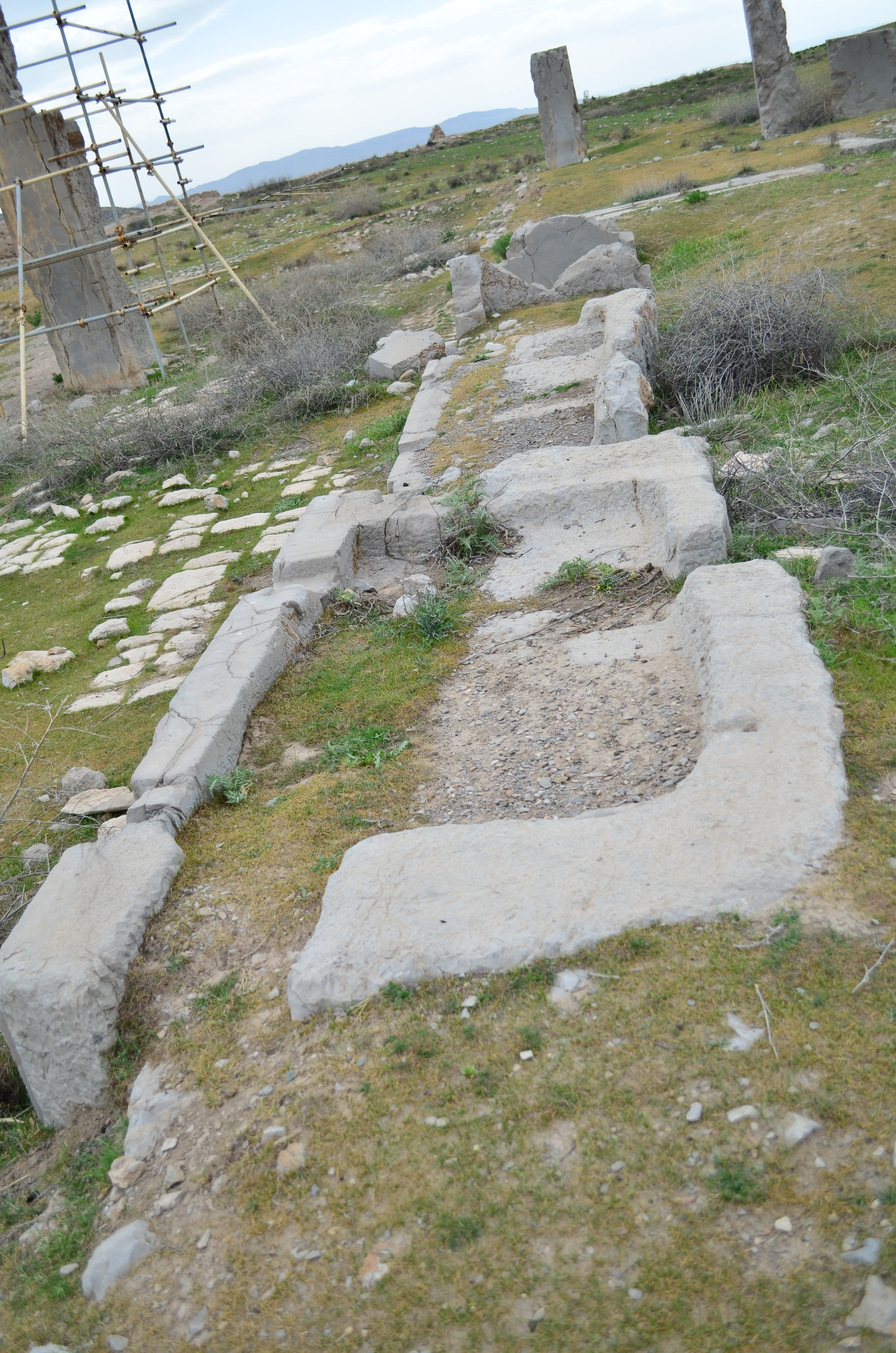
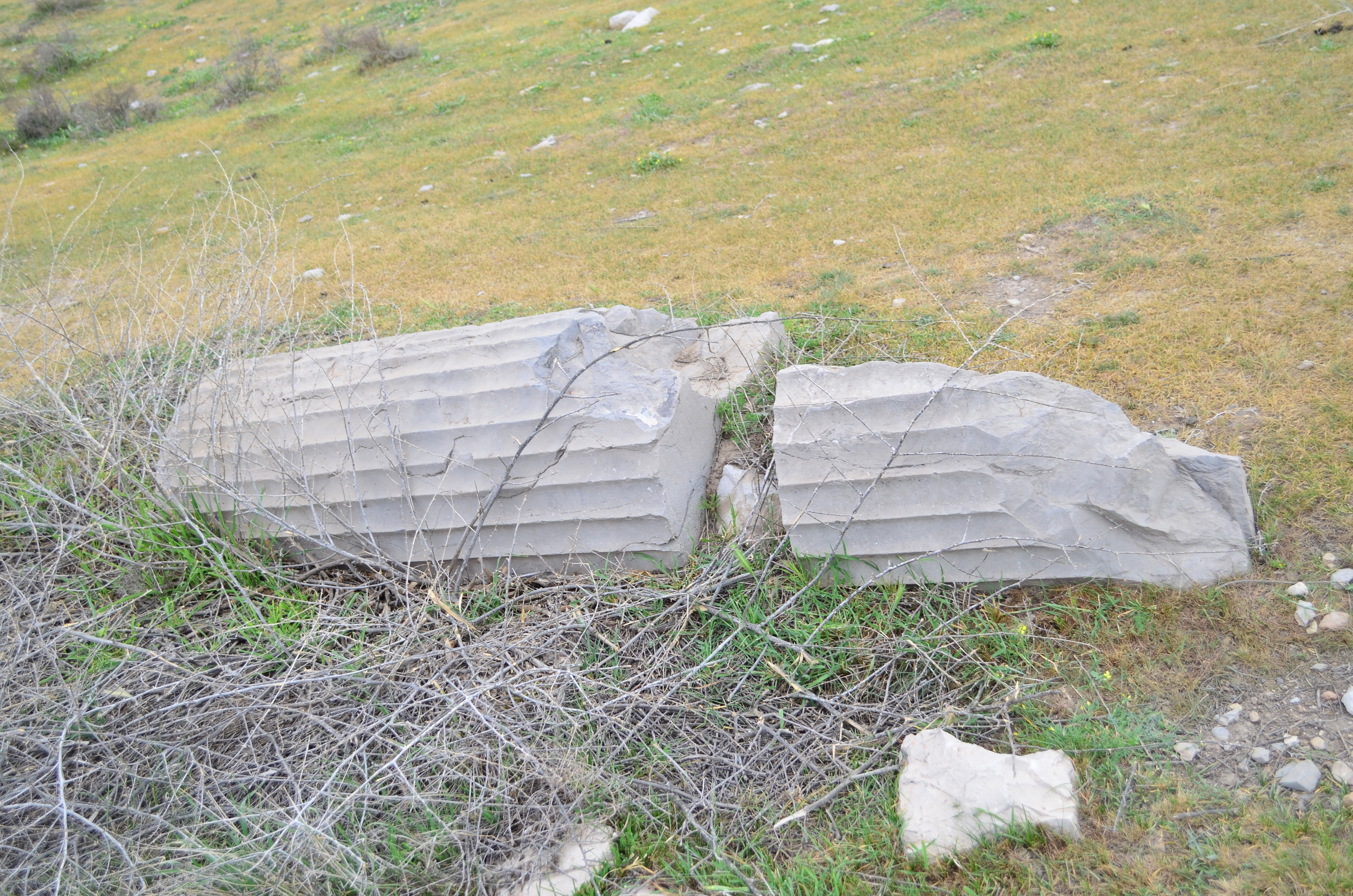
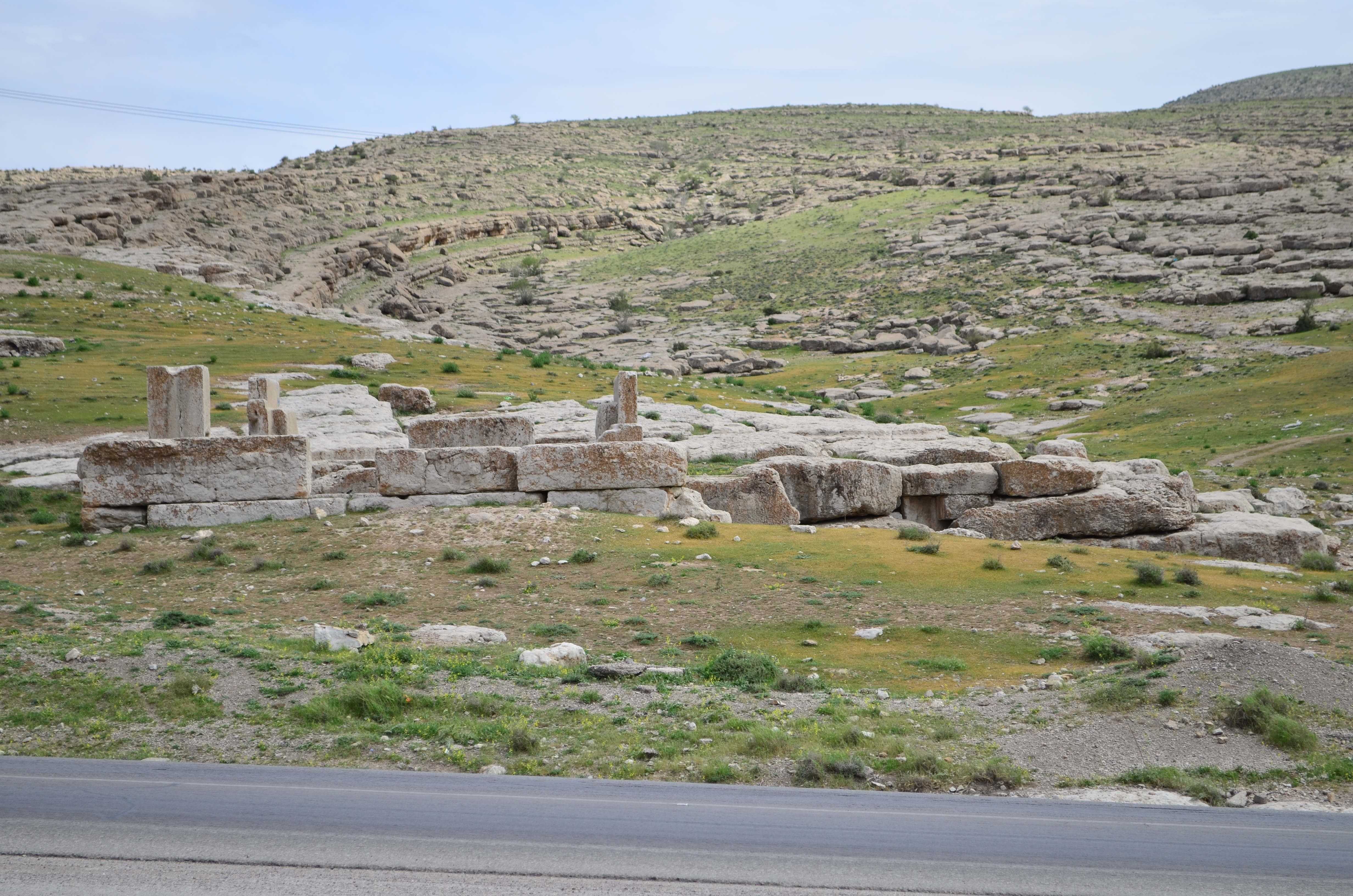